# Saurita demoanassa
Saurita demoanassa är en fjärilsart som beskrevs av Druce 1896. Saurita demoanassa ingår i släktet Saurita och familjen björnspinnare. Inga underarter finns listade.